# Gare de Mantes-Station
Gare de Mantes-Station vasútállomás Franciaországban, Mantes-la-Jolie településen.

## Vasútvonalak
Az állomást az alábbi vasútvonalak érintik:
- Párizs–Le Havre-vasútvonal

## Kapcsolódó állomások
A vasútállomáshoz az alábbi állomások vannak a legközelebb:
- Gare de Mantes-la-Jolie (Gare de Vernon, Transilien J vonal)
- Gare de Limay (Paris Gare Saint-Lazare, Transilien J vonal, gare d’Argenteuil)
- Gare d’Épône - Mézières (Paris Gare Saint-Lazare, Transilien J vonal, Gare de Poissy)